# Stjepan Funarić
Stjepan Funarić - Jota (Slobodnica, kraj Slavonskog Broda, 7. travnja 1921. — Beograd, 26. kolovoza 1979.) je bio pravnik, sudionik Narodnooslobodilačke borbe, političar u SFR Jugoslaviji i narodni heroj Jugoslavije.

## Životopis
Rođen je u selu Slobodnici, u radničkoj obitelji. Osnovnu školu završio je u rodnom selu, a gimnaziju u Slavonskom Brodu 1940. godine. Član Saveza komunističke omladine Jugoslavije postao je školske godine 1935./'36. U njegovoj kući tada je djelovala tehnika Okružnog komiteta KPH Slavonski Brod. Po završetku gimnazije 1940., primljen je za člana Komunističku partiju Jugoslavije. Na jesen 1940. godine, upisao se na Pravni fakultet u Zagrebu. Pred rat, ilegalno je djelovao u okolici Slavonskog Broda.

## Drugi svjetski rat
Funarić je sudjelovao na Okružnoj partijskoj konferenciji za Slavonski Brod, održanoj 22. lipnja 1941. godine nedaleko od Broda, kojoj je prisustvovao i sekretar Centralnog komiteta KPH, Rade Končar. Nakon konferencije, Funarić je sudjelovao u prvim diverzantskim akcijama kod Broda: u miniranju Pruga Zagreb–Beogradželjezničke pruge Zagreb–Beograd, te u napadima na ustaške službenike i žandare u Slobodnici i Sibinju. Ove akcije vršila je tzv. Zapadna diverzantska grupa Brodskog partizanskog odreda, formirana u šumi Cerovac 5. lipnja 1941. godine.
Funarić je neko vrijeme, do kraja 1941. godine, boravio na području Đakova sa zadatkom obnavljanja rada skojevskih organizacija, stvaranja narodnooslobodilačkih odbora i njihovom povezivanju s postrojbama NOVJ-a i s Okružnim komitetom KPH u Brodu. U ožujku 1942. godine, postao je zamjenik političkog komesara, a u ljeto iste godine i politički komesar Drugog slavonskog odreda. Poslije formiranja Prve slavonske brigade NOVJ-a, bio je postavljen za tajnika brigadnog komiteta SKOJ-a. S te dužnosti otišao je u prosincu 1942. godine na Prvi kongres USAOJ-a u Bihać, gdje je bio predstavnik omladine iz Slavonije. Tamo je bio izabran u Centralni odbor USAOJ-a.
Nakon Četvrte antipartizanske ofenzive i povratka u Slavoniju u ožujku 1943. godine, Funarić je neko vrijeme vodio partijske tečajeve na Papuku i Dilj gori. Uskoro je postao rukovoditelj politodjela Osamnaeste brigade, a od jeseni 1943. zamjenik političkog komesara 25. brodske brigade. U rujnu 1944. godine, otišao je na rad u Politički odjel 28. udarne divizije. Na toj je dužnosti ostao sve do kraja rata.

## Poslijeratna karijera
Poslije rata, vršio je razne dužnosti u vojsci i partiji. Isprva je bio raspoređen na rad u OZN-i za Jugoslaviju, zatim do 1956. u službi sigurnosti u Jugoslavenskoj narodnoj armiji. 
Od 1956. do 1961. godine, radio je u Centralnom komitetu SKJ. Kasnije je bio tajnik Saveznog odbora SUBNOR-a Jugoslavije, savezni izaslanik u Saveznoj skupštini SFRJ za Slavonski Brod. Od 1967. godine, bio je generalni tajnik Savezne skupštine, a zatim delegat i predsjednik Komisije za izbor i imenovanja u Skupštini SFRJ.
Umro je 1979. godine u Beogradu. Sahranjen je u Aleji zaslužnih građana na beogradskom Novom groblju.

## Odlikovanja
Nositelj je Partizanske spomenice 1941., Ordena zasluga za narod sa zlatnom zvijezdom, Ordena bratstva i jedinstva sa zlatnim vijencem, Ordena za hrabrost i više jugoslavenskih odlikovanja. Ordenom narodnog heroja odlikovan je 27. studenog 1953. godine.